# Португальські Ротори
Португальські Ротори (порт. Rotores de Portugal) — вертолітна пілотажна група португальських ВПС. Виступала на гелікоптерах Alouette III. За час свого існування команда здійснила 41 виступ.

## Історія
Вперше «Португальські Ротори» були сформовані у квітні 1976 року з машинами й пілотами-інструкторами 33-ї ескадрильї. Перший виступ відбувся на авіабазі № 1 у Сінтрі. Команда базувалася на аеродромі Танкуш. Востаннє вона виступила на чотирьох гелікоптерах у жовтні 1980.
Команда була відновлена 1982 році, тепер на двох гелікоптерах та інтегрована в ескадрилью 552. «Ротори» брали участь у всіх національних фестивалях повітряних сил і отримали запрошення виступити на авіафестивалях у Нідерландах та Німеччині. Ця команда виступала до 1991 року, останній виступ відбувся в аеропорту Порту на авіафестивалі ВПС Португалії..
У 1991 році команду було передислоковано до 111 ескадрильї, де вона отримала третій гелікоптер і виступала до 1994 року.
Машини команди експлуатувалися не тільки для показових виступів, але й виконували основну роботу ескадрильї, тому часто можна було побачити гелікоптери у барвистій лівреї команди (стандартна камуфляжна схема фарбування, але з червоними, зеленими та жовтими плямами та написом «Rotores de Portugal» з кожного боку фюзеляжу) під час пошуково-рятувальних робіт або тренувань аеромобільних штурмових груп. Навіть після призупинення діяльності команди лівреї на її колишніх машинах якийсь час не міняли.
Повернення команди відбулося 27 листопада 2004 під час святкування 26-ї річниці ескадрильї 552. На п'ятдесят третю річницю ВПС у 2005 році «Португальські Ротори» було офіційно відновлено у складі цієї ескадрильї, що дислокується на авіабазі №11 в Бежі (BA11) — тій же, де базується пілотажна група «Крила Португалії».
Останній виступ команди відбувся у 2010 році на авіабазі Бежа. З того часу португальські ВПС ініціювали виведення з експлуатації вертольотів Alouette III з заміною їх на меншу кількість AgustaWestland AW119 Koala, і станом на 2024 рік невідомо, чи буде відновлена Rotores de Portugal в такому складі.

## Галерея

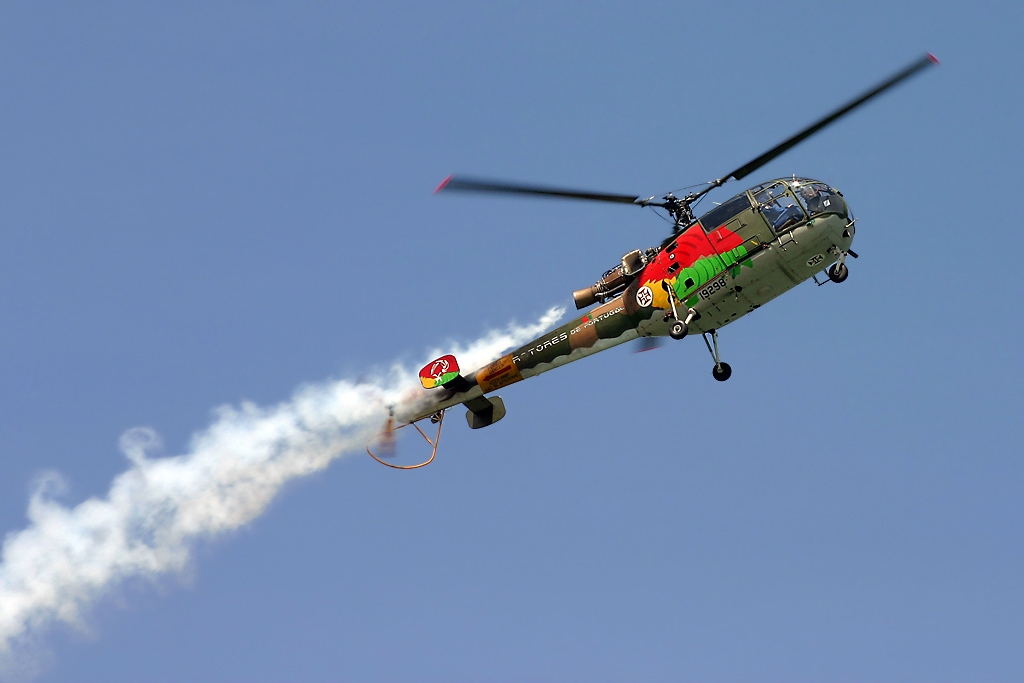
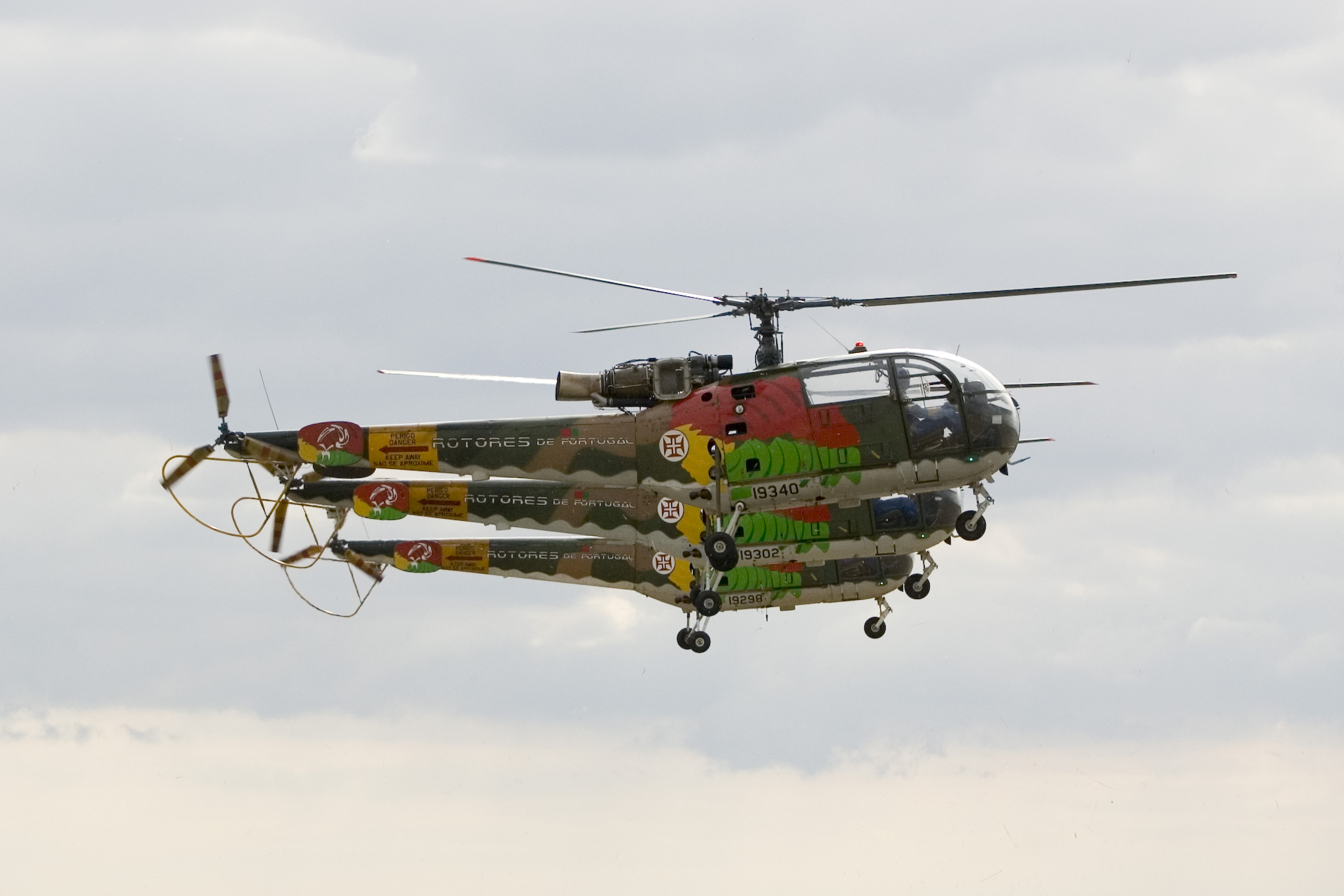
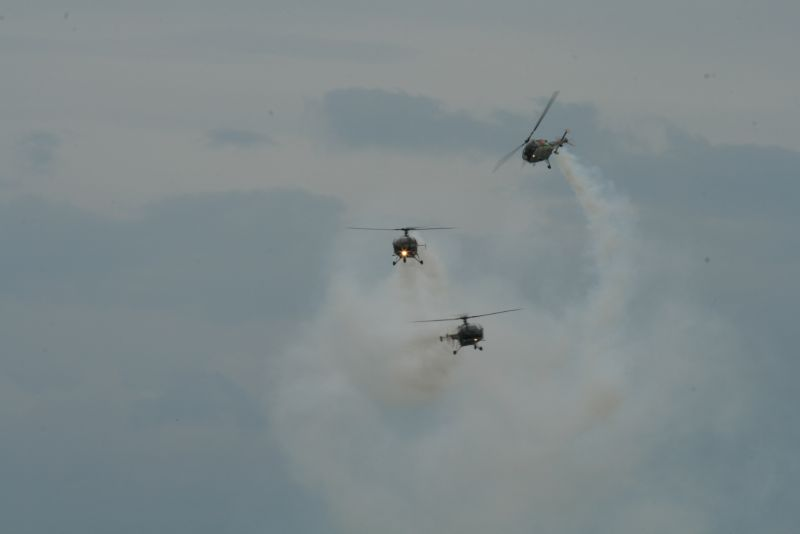
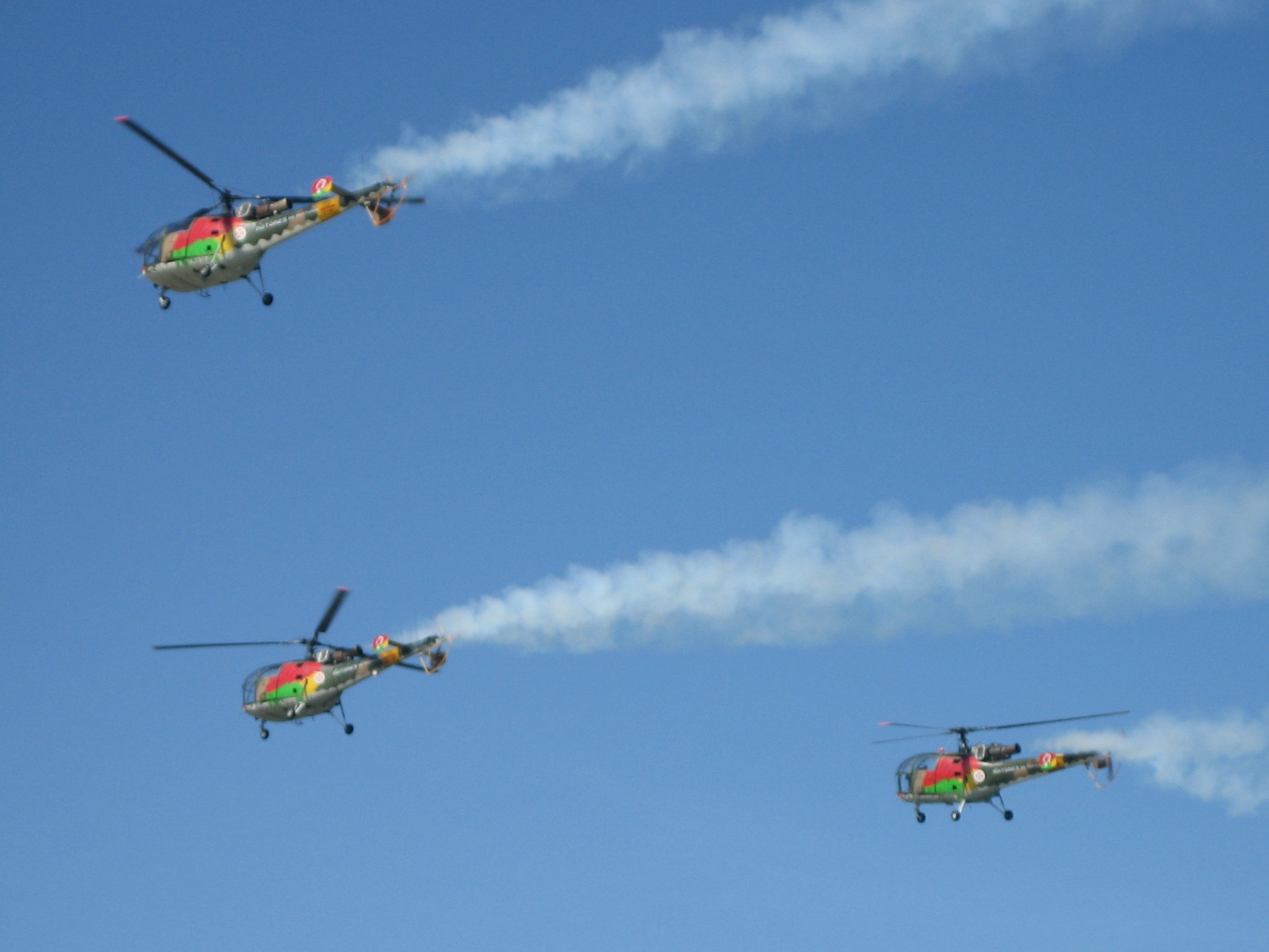
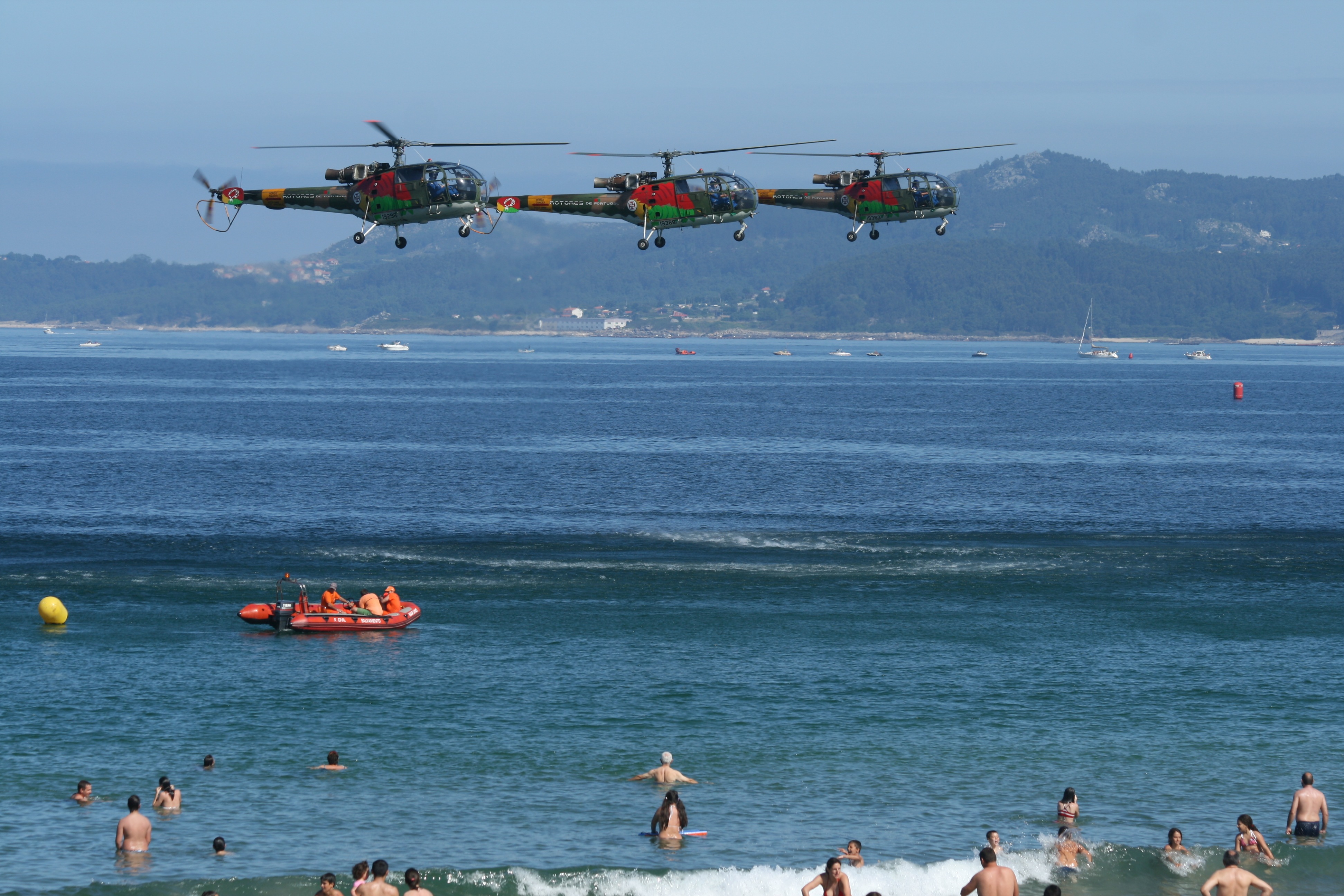
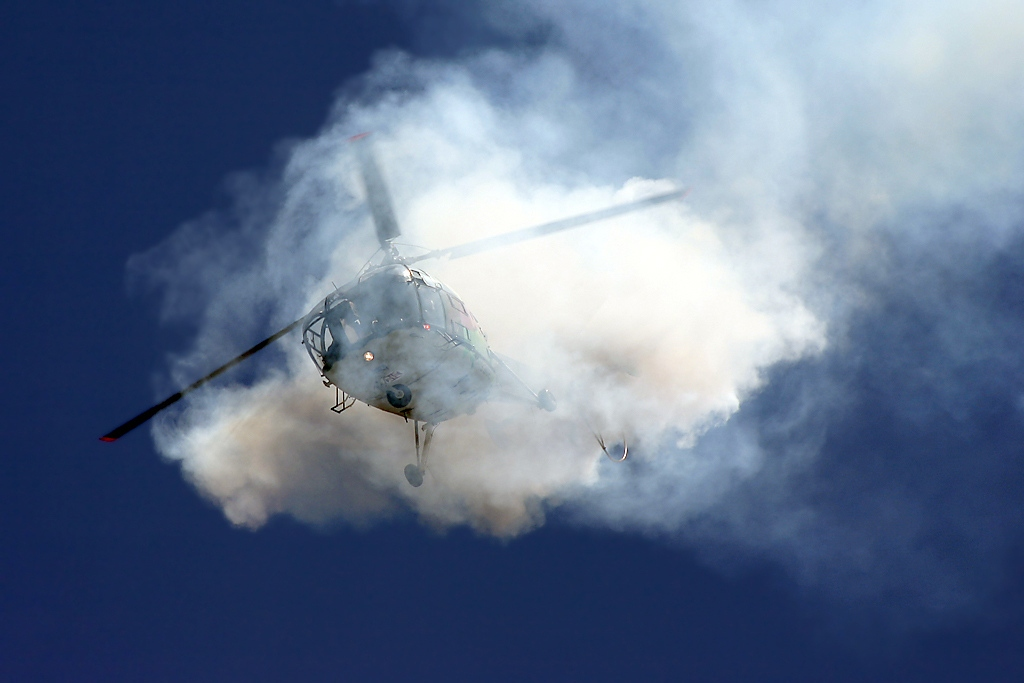
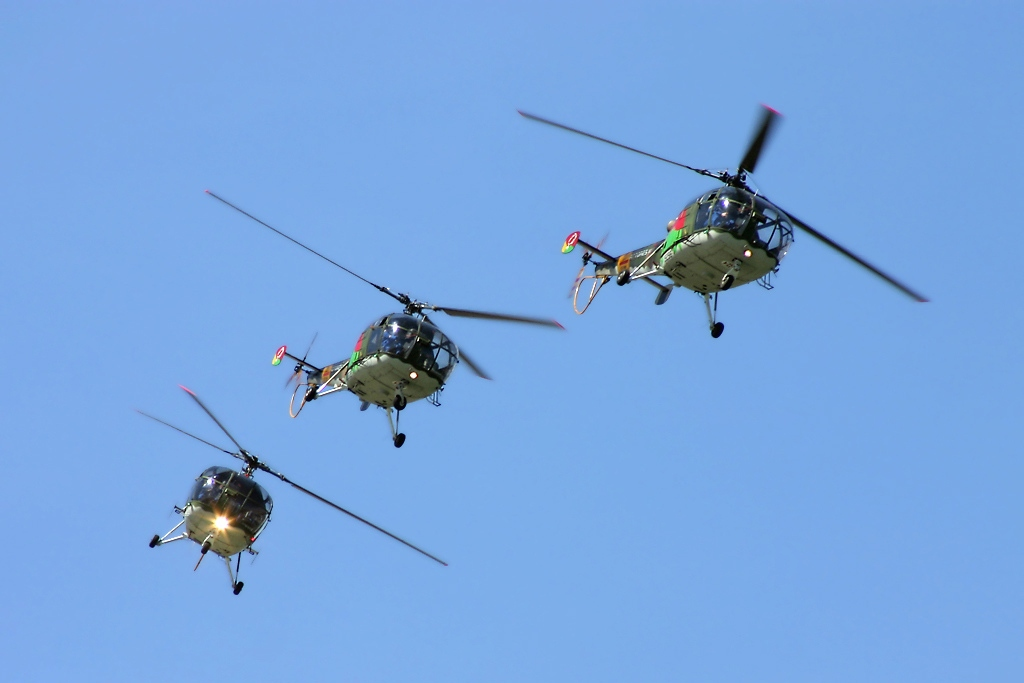
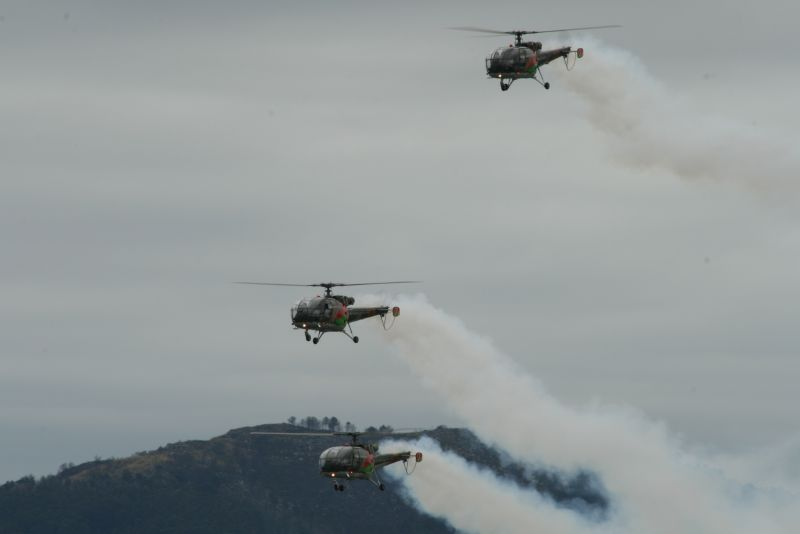